# سلبریتی اینترنتی
چهره، سلبریتی اینترنتی، تاثیرگذار شبکه‌های اجتماعی، اینفلوئِنسِر یا در ایران شاخ مجازی و فعال مجازی ‌به افرادی گفته می‌شود که از طریق شبکه‌های اجتماعی معروف شده‌اند.
تاثیرگذاران شبکه‌های اجتماعی می‌توانند افراد معمولی یا افراد مشهور باشند، که علاقه و حمایت خود را از نمانام‌ها اعلام می‌کنند. امروزه محبوب‌ترین تاثیرگذارها در بسترهای معروف مانند اینستاگرام، یوتیوب، ایکس (توئیتر سابق)، اسنپ چت و تیک‌تاک یافت می‌شوند. چهره‌های اینترنتی اغلب به‌عنوان معلمان سبک زندگی عمل می‌کنند که سبک یا نگرشی خاص را ترویج می‌کنند. در این نقش، آن‌ها اثرگذار یا ضریبِ بسیار مهمی برای گرایش افراد به موضوعاتی از جمله پوشاک، زیبایی، فناوری، بازی‌های ویدیویی، سیاسی، موسیقی، ورزش و سرگرمی هستند.